# Jérôme Meyer
Jérôme Meyer, né le 31 mai 1979 à Lons-le-Saunier, est un grimpeur français. 
Il est également membre du club des Champions de la Paix, un collectif de 54 athlètes de haut niveau créé par Peace and Sport, organisation internationale basée à Monaco et œuvrant pour la construction d'une paix durable grâce au sport.

## Biographie
Jérôme Meyer a suivi des études à l'EM Lyon Business School.

## Palmarès

### Championnats du monde
- 2003 à Chamonix,  France
  -  Médaille d'argent en bloc
- 2001 à Winterthour,  Suisse
  -  Médaille de bronze en bloc

### Championnats d'Europe
- 2008 à Paris,  France
  -  Médaille d'or en bloc